# 贺名生

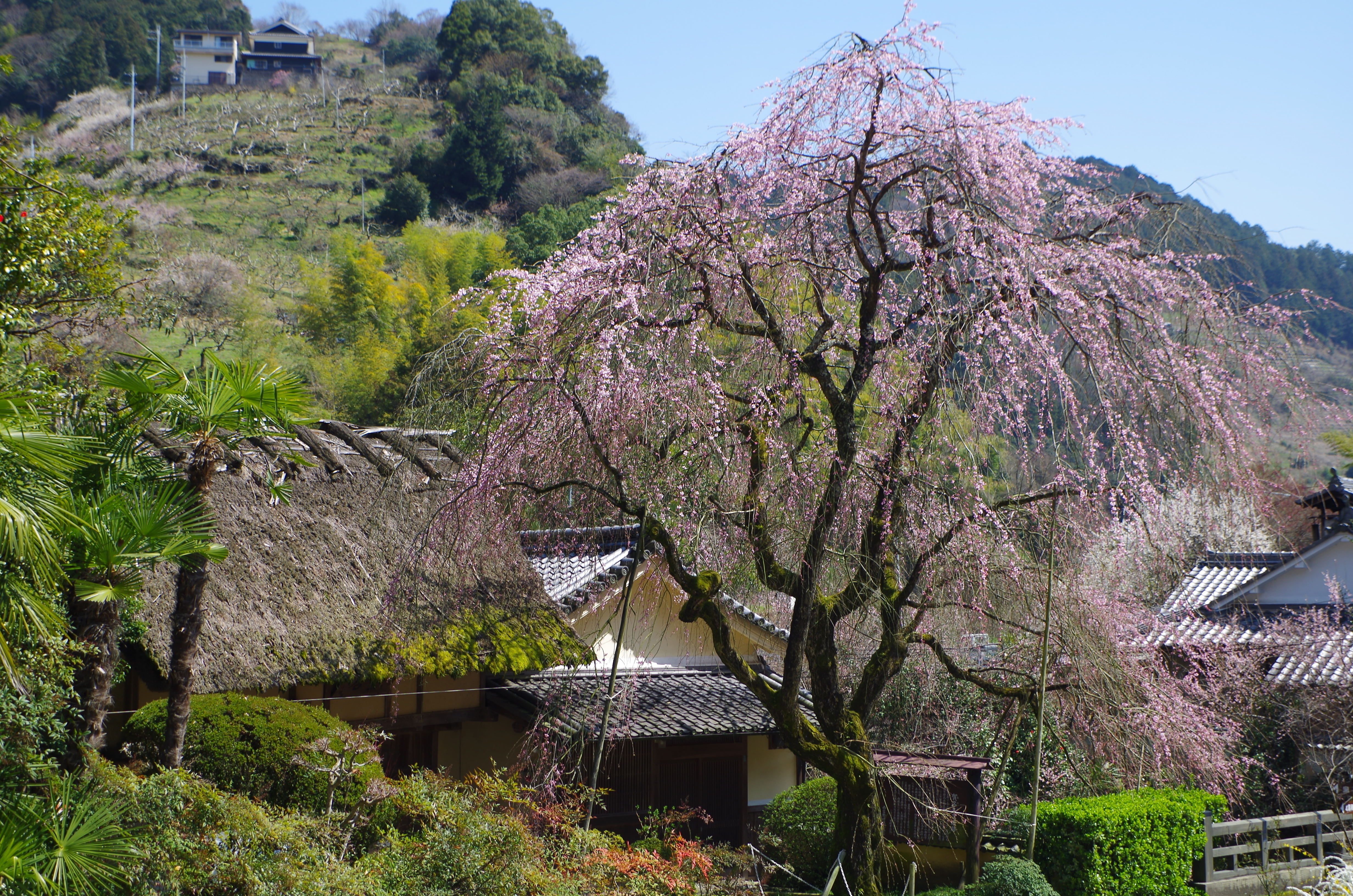
贺名生皇居遗址（堀家住宅）

贺名生（日语：／）是日本奈良县五条市（旧属吉野郡西吉野村）的一个山谷，位于丹生川下游。在南北朝时代，这里曾是南朝（吉野朝廷）的首都之一。